# 上級大尉
上級大尉（じょうきゅうたいい、じょうきゅうだいい）は軍隊における尉官の階級の一つ。
特に「4階級制」の編成を用いる旧東側の軍隊において上級中尉、上尉などの上の階級を「3階級制」の西側の軍隊の用語に訳す場合便宜的にこの語が用いられる事が多い。「准佐（じゅんさ）」の別名で呼ばれる場合もあるが、警察階級の「巡査（じゅんさ）」と同音で混同することもあるため、この用語が遣われる実例は極めて稀である。

## ドイツ連邦軍
Stabskapitänleutnant（海軍）およびStabshauptmann（陸空軍）が上級大尉に相当する。佐官には進級できない下士官出身の将校のみに与えられる。

## 中国人民解放軍
1955年から1965年まで置かれていた大尉が上級大尉に相当する。日本語でいう大尉に相当するのは現在も存在する上尉。